# Palazzo Colonna

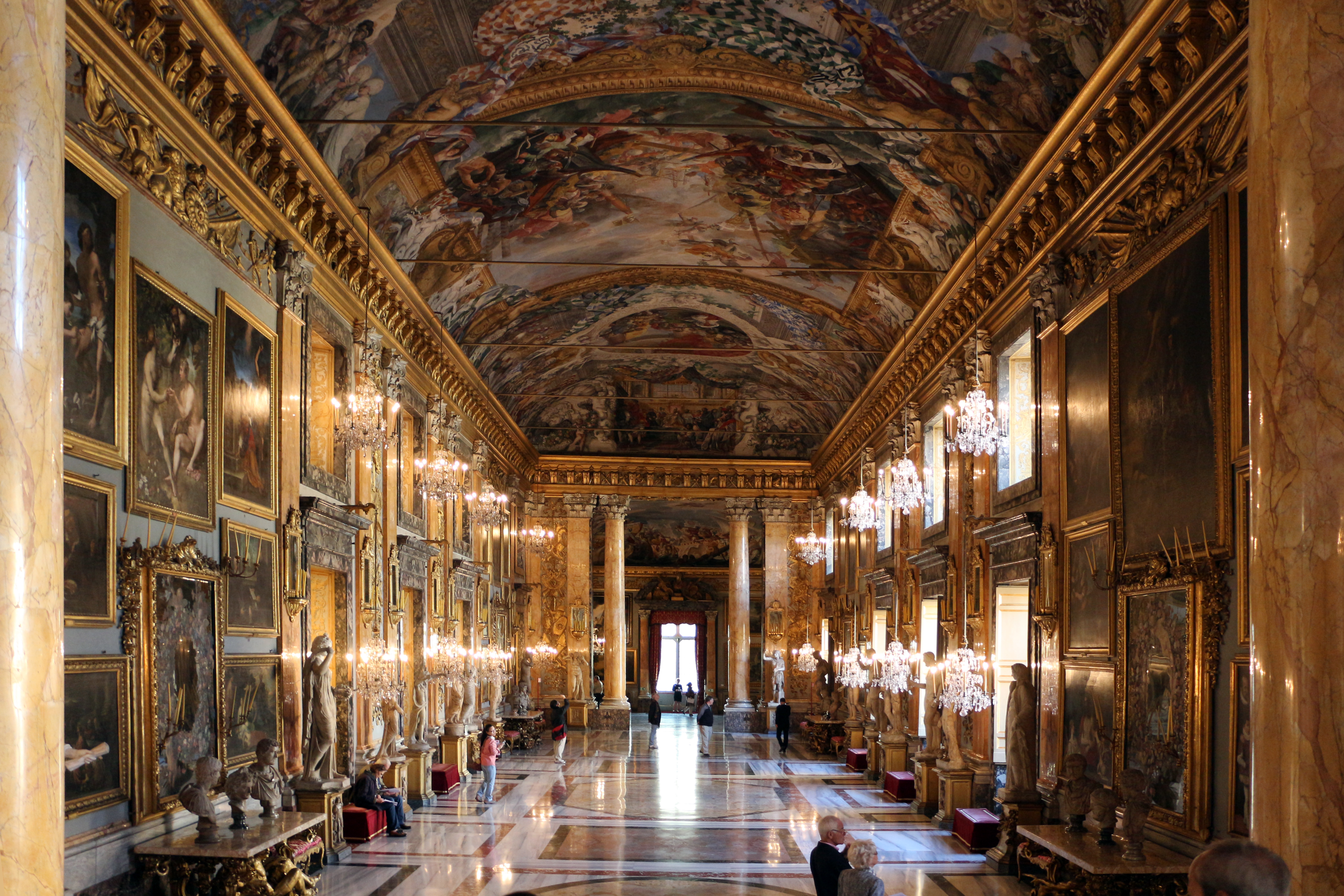
Galeria Colonna

El Palazzo Colonna (nom en italià de Palau Colonna) és un bloc d'edificis palatins al centre de Roma, Itàlia, al peu del turó del Quirinal, i adjacent a la Basílica dels Sants Apòstols. Està construït en part sobre ruïnes d'un antic serapeu romà, i ha pertangut durant més de vint generacions a la prestigiosa família Colonna. Bona part de la seva fama es deu a la Gran Galeria, imitada per múltiples palaus posteriors.
La part més antiga del palau data del segle xiii, i segons la llegenda albergar a Dante quan va visitar Roma. El primer esment documental assenyala que la propietat va albergar als cardenals Giovanni i Giacomo Colonna en els anys 1200. Va ser també la casa del cardenal Oddone Colonna abans d'ascendir al papat com Martí V (1415 - 1430).
En morir, el palau va ser saquejat durant els disturbis, i la propietat principal va passar a mans de la família Della Rovere. Va tornar als Colonna quan Marcantonio I Colonna es va casar amb Lucrezia Gara Franciotti Della Rovere, neboda del papa Juli II. És probable que fos l'aliança dels Colonna amb el poder dels Habsburg que va protegir el palau del saqueig durant el saqueig de Roma (1527).
Amb Filippo Colonna (1578 - 1639) es van començar a fer reformes i es va crear un complex unitari al voltant d'un jardí central. Arquitectes entre els quals s'inclouen Girolamo Rainaldi i Paolo Marucelli van treballar en projectes específics. Només en els segles xvii i xviii es van acabar les façanes principals, una donant a la Plaça dels Sants Apòstols i l'altra a la Via della Pilotto. Molt d'aquest disseny va ser completat per Antonio del Gran (incloent-hi la gran galeria), i Girolamo Fontana (decoració de la galeria). Al segle xviii, es va alçar la façana llarga i baixa dissenyada per Nicola Michetti amb afegits posteriors de Paolo Posi amb cantonades més altes (enfront de la Plaça dels Apòstols), el que recorda a estructures anteriors que feien semblar una edificació.

## Galeria d'art Colonna
La galeria principal (acabada el 1703) i la magistral col·lecció d'art dels Colonna va ser adquirida poc després de 1650 tant pel cardenal Girolamo I Colonna i el seu nebot el Connestabile Lorenzo Onofrio i inclou obres de Lorenzo Monaco, Ghirlandaio, Palma il Vecchio, Salviati, Bronzino, Tintoretto, Cortona, Annibale Carracci (Home menjant mongetes) Guercino, Albani, Girolamo Muziano i Guido Reni.
Els frescos del sostre són de Filippo Gherardi, Giovanni Coli, Sebastiano Ricci, i Giuseppe Bartolomeo Chiari i celebren el paper de Marco Antonio Colonna a la batalla de Lepant (1571). Una «Apoteosi de Martí V» va ser pintada per Benedetto Luti. Hi ha sales amb frescos completades després de 1664 per Crescenzio Onofri, Claudi Lorena i Pieter Mulier (al qual es deia Cavalier Tempesta). Altres estades van ser pintades al fresc en els anys 1700 per Pompeo Batoni i Pietro Bianchi.
L'ala antiga del complex conegut com a Apartaments de la princesa Isabel , però que van albergar una vegada la biblioteca de Martí V i el seu palau, contenen frescos de Pinturicchio, Antonio Tempesta, Onofri, Lorena, Giacinto Gimignani, i Carlo Cesi. Conté un recull de paisatges i escenes de gènere de pintors com Lorena, Caspar Van Wittel (Vanvitelli), i Jan Brueghel el Vell.
Juntament amb les possessions de les famílies Doria Pamphili i Pallavacini-Rospigliosi, és una de les més grans col·leccions d'art privades de Roma.